# إن دبليو إيه هوليوود ريسلينغ
كانت إن دبليو إيه هوليوود ريسلينغ (يشار إليها أحيانًا باسم إن دبليو إيه لوس أنجلوس) منظمة مصارعة محترفة مقرها بلوس أنجلوس في كاليفورنيا في الولايات المتحدة روَّجت لمباريات المصارعة المحترفة في جميع أنحاء كاليفورنيا الجنوبية. لقد تأسست في عام 1958 باسم نورث أميركان ريسلينغ آلايانس، وهي عضو في تحالف المصارعة الوطني. انفصلت عن إن دبليو إيه في عام 1959 وتم تغيير اسمها إلى وورلدوايد ريسلينغ أسوسيايشن في عام 1961. في عام 1968، انضمت مجددًا إلى إن دبليو إيه واعتمدت اسمها النهائي، وبقيت عضوًا حتى إغلاقها عام 1982.

## التاريخ
في عام 1942، قام فرانك جاربوت، نائب رئيس نادي لوس أنجلوس الرياضي، بتعيين المفتش السابق للجنة ولاية كاليفورنيا الرياضية ألفاه «كال» إيتون كمروّج لقاعة الألعاب الأولمبية الكبرى بناءً على نصيحة سكرتيرته، أيلين ليبل. تزوج إيتون وليبل في عام 1948، وعلى مدى السنوات التالية أصبح الزوجان من كبار مروجي المصارعة والملاكمة المحترفين في كاليفورنيا الجنوبية. وبحلول أوائل الخمسينيات من القرن الماضي، سيطر آل إيتون، إلى جانب هيو نيكولز وجوني دويل ومايك هيرش (المعروفين مجتمعين باسم «كاليفورنيا كومباين»)، على المصارعة المحترفة في كاليفورنيا الجنوبية، مما أدى إلى تحقيق وزارة العدل الأمريكية لمكافحة الاحتكار في عام 1955 و1956.
في 24 يوليو 1957، هزم لو تيسز إدوارد كاربينتير في ظروف مثيرة للجدل للفوز ببطولة الوزن الثقيل العالمية إن دبليو إيه، وهي البطولة الرئيسية المعترف بها من قبل تحالف المصارعة الوطني. تم الطعن في القرار من قبل بعض أعضاء تحالف المصارعة الوطني الذين استمروا في الاعتراف بكاربنتير باعتباره بطل العالم للوزن الثقيل.
في عام 1958، أنشأ آل إيتون تحالف أمريكا الشمالية للمصارعة كوسيلة جديدة للترويج لمصارعة المحترفين في لوس أنجلوس. كان إيتون في ذلك الوقت لا يزال عضوًا في تحالف المصارعة الوطني، وهي الهيئة الحاكمة التي سيطرت على المصارعة المحترفة في الولايات المتحدة، لكنه لم يدفع المستحقات منذ عام 1955. وفي أكتوبر 1959، انسحب إيتون وليبل من إن دبليو إيه، واعترف بأن كاربنتير هو أول بطل وزن ثقيل عالمي يعود تاريخه إلى 14 يونيو 1957، عندما فاز كاربنتير في الأصل ببطولة الوزن الثقيل العالمية إن دبليو إيه. تمت إعادة تسمية العرض الترويجي وورلدوايد ريسلينغ أسوسيايشن في عام 1961.
أدارت المنظمة الأحداث في جميع أنحاء كاليفورنيا الجنوبية، مع كون القاعة الأولمبية الكبرى قاعدةً لها. وكان من بين الحاضرين جولز سترونجبو وفريدي بلاسي والسيد موتو وغوري غيريرو. لقد طورت المنظمة علاقة عمل مع جابان برو أسوسيايشن ونيو جابان برو ريسلينغ، مما أدى إلى تبادل العديد من المواهب. قدمت أيلين إيتون نظامًا يدفع للمصارعين نسبة من البوابة بدلًا من رسوم مضمونة، مما يعزز الأرباح ويشجع المصارعين على المساعدة في الترويج للأحداث. كانت المنظمة أيضًا رائدةً في استخدام الدوائر التلفزيونية المغلقة لعرض المباريات للجماهير الذين لم يتمكنوا من تأمين تذاكر للأحداث الحية، وهي مقدمة مبكرة لنموذج الدفع مقابل المشاهدة الذي ظهر في الثمانينيات.
في عام 1963، واجه بطل الوزن الثقيل دبليو دبليو إيه بيركات رايت فريدي بلاسي في مباراة كان رايت قد حُجز ليخسرها. وبدلًا من ذلك، قام رايت بضرب بلاسي برأسه مسببًا له إغماء، ثم ثببته بشكل شرعي. تم تجريد رايت لاحقًا من البطولة التي مُنحت بعد ذلك لإدوارد كاربنتير.
توفي إيتون في 10 يناير 1966، مع تولي ابن أيلين من زواج سابق، مايك ليبل، المسؤولية نيابة عن والدته، التي كانت في ذلك الوقت شخصية رئيسية في الملاكمة. في 18 أغسطس 1968، عاد ليبل إلى إن دبليو إيه، وأعاد تسمية المنظمة باسم إن دبليو إيه هوليوود ريسلينغ. تم التخلي عن بطولة الوزن الثقيل العالمية دبليو دبليو إيه وبدأت المنظمة تعترف ببطولة الوزن الثقيل العالمية إن دبليو إيه مرة أخرى.
في أغسطس 1971، وضع العرض الترويجي رقمًا قياسيًا للبوابة الوطنية لحدث مباراة بين بلاسي جون تولوس حين بيعت تذاكر بقيمة 142,158 دولارًا.
استمرت مصارعة إن دبليو إيه هوليوود ريسلينغ في العمل حتى إغلاقها في 26 ديسمبر 1982. وفي مارس 1983، بدأ وورلد ريسلينغ فيدرايشن في الترويج للعروض في أراضيه السابقة.

## البطولات
| البطولة                                                         | التأسيس | الإلغاء | ملاحظات |
| --------------------------------------------------------------- | ------- | ------- | --- |
| بطولة الوزن الثقيل الأمريكية إن دبليو إيه                       | 1967    | 1982    | تم إنشاء البطولة لأول مرة في عام 1967 كبطولة ثانوية في وورلدوايد ريسلينغ أسوسيايشن. لقد كانت من عام 1968 حتى انتهاء العرض الترويجي في عام 1982، البطولة الرئيسية في إن دبليو إيه هوليوود ريسلينغ. |
| بطولة الأمريكتين الفرق الثلاثية إن دبليو إيه                    | 1969    | 1969    | تنافست بطولة الفريق الثلاثي والتي لم تدم طويلاً في إن دبليو إيه هوليوود ريسلينغ عام 1969. |
| بطولة إن دبليو إيه التلفزيونية "اهزم البطل"                     | 1951    | 1982    | تم التنافس في الأصل في إن دبليو إيه فلوس أنجلوس، وتم التخلي عن هذه البطولة في عام 1959. وفي عام 1968، تم إنعاشها في إن دبليو إيه هوليوود ريسلينغ. |
| بطولة فرق الأميركتين الثنائية إن دبليو إيه                      | 1964    | 1982    | كانت تُعرف في الأصل باسم بطولة الفرق الثنائية العالمية دبليو دبليو إيه. تم تأسيسها في عام 1964 والدفاع عنها في دبليو دبليو إيه حتى عام 1968. في تلك المرحلة، أصبحت دبليو دبليو إيه شركة تابعة لـ تحالف المصارعة الوطني، وتمت إعادة تسمية اللقب إلى بطولة فرق الأميركتين الثنائية إن دبليو إيه.                                                               |
| بطولة الفرق الثنائية الشمال أمريكية (نسخة لوس أنجلوس / اليابان) | 1973    | 1981    | تم التنافس عليها نيو جابان برو ريسلينغ. |
| البطولة المتحدة الوطنية إن دبليو إيه                            | 1970    | 1989    | تم التنافس عليها آول جابان برو ريسلينغ. |
| بطولة الفرق الثنائية العالمية إن دبليو إيه (نسخة لوس أنجلوس)    | 1957    | 1982    | بطولة الفرق الثنائية العالمية الأصلية لدبليو إيه دبليو إيه. تم تأسيسها في عام 1957 وتم التخلي عنه في عام 1958 بعد مغادرة دبليو إيه دبليو إيه إن دبليو إيه. أعيد تنشيط البطولة عام 1979. |
| بطولة الفرق الثنائية التليفزيونية الدولية دبليو دبليو إيه       | 1954    | 1964    | تأسست في عام 1954 وتم التخلي عنها في عام 1964. أعيدت تسميتها ببطولة الولايات المتحدة للفرق الثنائية دبليو دبليو إيه عام 1963. |
| بطولة الوزن الثقيل العالمية دبليو دبليو إيه                     | 1957    | 1968    | تم تأسيس البطولة كفرع لبطولة الوزن الثقيل العالمية إن دبليو إيه عندما أصبح إدوارد كاربنتير معترفًا به كبطل في لوس أنجلوس، وعندما عُرفت المنظمة باسم تحالف أمريكا الشمالية للمصارعة. لقد تم تغيير اسم البطولة مع المنظمة في عام 1961 وتم التخلي عنها في عام 1968 بعد انضمام دبليو دبليو إيه إلى إن دبليو إيه وتم تغيير اسمها إلى إن دبليو إيه هوليوود ريسلينغ. |

## الخريجين
- كريس آدامز
- بادي أوستين[4]
- فريدي بلاسي[1][7]
- اللورد جيمس بليرز
- دينو برافو[18]
- إدوارد كاربينتير[18]
- المدمر[1][8]
- ريك دراسين[19]
- تيري فانك[7]
- بيلي غراهام[12]
- تشافو غيريرو الأب[7]
- ديك لين (مذيع)[20]
- جين ليبل[4]
- دون ليو جوناثان[1]
- ميل ماسكاراس[4]
- راي مندوزا[7]
- بيدرو موراليس[7]
- السيد موتو[12][21]
- رودي بايبر[7][22]
- ريكيدوزان[1]
- فيكتور ريفيرا[18]
- الشيخ[23]
- دينيس ستامب
- ساندور زابو[24]
- لو تيسز[1]
- جون تولوس[8][12]
- دايل فالنتين
- بيركات رايت[1]

## الحواشي
1. 1 2 3 4 5 6 7 8 9 10 11 12 13 14 15 16  Tim Hornbaker (2007). National Wrestling Alliance: The Untold Story of the Monopoly That Strangled Professional Wrestling. ECW Press. ص. 330–334. ISBN:978-1-55490-274-3. مؤرشف من الأصل في 2014-01-01.
2. 1 2  Josh Gross (9 يونيو 2016). Ali vs. Inoki: The Forgotten Fight That Inspired Mixed Martial Arts and Launched Sports Entertainment. BenBella Books. ص. 82. ISBN:978-1-942952-20-6. مؤرشف من الأصل في 2020-12-02.
3. 1 2 3  John Grasso (14 نوفمبر 2013). Historical Dictionary of Boxing. Scarecrow Press. ص. 135. ISBN:978-0-8108-7867-9. مؤرشف من الأصل في 2020-12-02.
4. 1 2 3 4 5 6  Keith Elliot Greenberg؛ Freddie Blassie (15 يونيو 2010). The Legends of Wrestling: "Classy" Freddie Blassie: Listen, You Pencil Neck Geeks. Simon and Schuster. ص. 74–76. ISBN:978-1-4516-0426-9. مؤرشف من الأصل في 2020-12-02.
5. ↑  "Worldwide Wrestling Associates". Wrestling-Titles.com. مؤرشف من الأصل في 2020-11-07. اطلع عليه بتاريخ 2016-01-11.
6. ↑  "Hollywood Wrestling". Wrestling-Titles.com. مؤرشف من الأصل في 2020-11-17. اطلع عليه بتاريخ 2016-01-11.
7. 1 2 3 4 5 6 7 8 9  إدي غيريرو؛ Michael Krugman (2005). Cheating Death, Stealing Life: The Eddie Guerrero Story. Simon and Schuster. ISBN:978-0-7434-9353-6. مؤرشف من الأصل في 2020-12-02.
8. 1 2 3 4 5  Oliver, Greg. "Los Angeles promoter Mike Lebell dies". Canoe.com. Postmedia Network. مؤرشف من الأصل في 2020-02-15. اطلع عليه بتاريخ 2017-02-12.
9. ↑  Steve Springer؛ Blake Chavez (1 أبريل 2011). Hard Luck: The Triumph and Tragedy of "Irish" Jerry Quarry. Rowman & Littlefield. ص. 46–47. ISBN:978-0-7627-6863-9. مؤرشف من الأصل في 2020-12-02.
10. 1 2  Jim Wilson؛ Jim Wilson؛ Weldon T. Johnson (2 سبتمبر 2003). Chokehold: Pro Wrestling's Real Mayhem Outside the Ring. Xlibris Corporation. ص. 367. ISBN:978-1-4628-1172-4. مؤرشف من الأصل في 2020-12-28.[نشر ذاتي؟]
11. ↑  Scott Beekman (2006). Ringside: A History of Professional Wrestling in America. Greenwood Publishing Group. ص. 101. ISBN:978-0-275-98401-4. مؤرشف من الأصل في 2020-12-02.
12. 1 2 3 4  بيلي غراهام (11 مايو 2010). WWE Legends - Superstar Billy Graham: Tangled Ropes. Simon and Schuster. ص. 103–104. ISBN:978-1-4391-2179-5. مؤرشف من الأصل في 2020-12-02.
13. 1 2  Tim Hornbaker (1 مارس 2015). Capitol Revolution: The Rise of the McMahon Wrestling Empire. ECW Press. ص. 228. ISBN:978-1-77090-689-1. مؤرشف من الأصل في 2020-12-02.
14. ↑  Steven Johnson؛ Greg Oliver؛ Mike Mooneyham؛ J.J. Dillon (11 يناير 2013). The Pro Wrestling Hall of Fame: Heroes and Icons. ECW Press. ص. 333. ISBN:978-1-77090-269-5. مؤرشف من الأصل في 2020-12-02.
15. ↑  Ariel Teal Toombs؛ Colt Baird Toombs (4 أكتوبر 2016). Rowdy: The Roddy Piper Story. Random House of Canada. ص. 90. ISBN:978-0-345-81623-8. مؤرشف من الأصل في 2020-12-02.
16. ↑  Malissa Smith (5 يونيو 2014). A History of Women's Boxing. Rowman & Littlefield Publishers. ص. 113. ISBN:978-1-4422-2995-2. مؤرشف من الأصل في 2020-12-02.
17. ↑  بوب باكلند؛ Robert Harrax Miller؛ رودي بايبر (20 نوفمبر 2013). The All-American Kid: Lessons and Stories on Life from Wrestling Legend Bob Backlund. Skyhorse Publishing Company, Incorporated. ص. 451. ISBN:978-1-61321-696-5. مؤرشف من الأصل في 2020-12-02.
18. 1 2 3  Patric Laprade؛ Bertrand Hebert (14 مارس 2013). Mad Dogs, Midgets and Screw Jobs: The Untold Story of How Montreal Shaped the World of Wrestling. ECW Press. ص. 1, 974. ISBN:978-1-77090-296-1. مؤرشف من الأصل في 2020-12-02.
19. ↑  Ric Drasin. The Time of My Life. Creators Publishing. ص. 94. ISBN:978-1-945630-42-2. مؤرشف من الأصل في 2020-12-02.
20. ↑  Dick Enberg؛ Jim Perry (يناير 2004). Dick Enberg, Oh My!. Sports Publishing LLC. ص. 54. ISBN:978-1-58261-824-1. مؤرشف من الأصل في 2020-12-02.
21. ↑  Greg Oliver؛ Steven Johnson (16 نوفمبر 2010). The Pro Wrestling Hall of Fame: The Heels. ECW Press. ص. 373. ISBN:978-1-55490-284-2. مؤرشف من الأصل في 2020-12-02.
22. ↑  Larry Matysik (14 مارس 2013). 50 Greatest Professional Wrestlers of All Time: The Definitive Shoot. ECW Press. ص. 198. ISBN:978-1-77090-305-0. مؤرشف من الأصل في 2020-12-02.
23. ↑  James Dixon؛ Arnold Furious؛ Lee Maughan (17 ديسمبر 2015). The Complete WWE Guide Volume Six. Lulu.com. ص. 162. ISBN:978-1-326-50746-6. مؤرشف من الأصل في 2021-04-24.[نشر ذاتي؟]
24. ↑  Woody Strode؛ Sam Young (8 سبتمبر 1993). Goal Dust: The Warm and Candid Memoirs of a Pioneer Black Athlete and Actor. Madison Books. ص. 119. ISBN:978-1-4617-3052-1. مؤرشف من الأصل في 2020-12-02.

## روابط خارجية
- وورلدوايد ريسلينغ أسوسيايشن في WrestlingTitles.com
- فيلم وثائقي عن إن دبليو إيه هوليوود